# 林芳正
林 芳正（はやし よしまさ、1961年〈昭和36年〉1月19日 - ）は、日本の政治家。自由民主党所属の衆議院議員（2期）。内閣官房長官（第88・89代）、沖縄基地負担軽減担当大臣、拉致問題担当大臣。内閣総理大臣臨時代理就任順位第1位。
内閣官房長官（第87代）、沖縄基地負担軽減担当大臣・拉致問題担当大臣（第2次岸田第2次改造内閣）、外務大臣（第151代）、文部科学大臣（第22・23代）、農林水産大臣（第54・57代）、内閣府特命担当大臣（経済財政政策）（麻生内閣）、防衛大臣（第5代）、内閣府副大臣（第1次安倍内閣）、大蔵政務次官（小渕第2次改造内閣）、参議院憲法審査会会長、参議院環太平洋パートナーシップ協定等に関する特別委員長、同外交防衛委員長、参議院議員（5期）、自由民主党知的財産戦略調査会会長、同経済成長戦略本部座長、同税制調査会小委員長代理、同IT戦略特別委員会委員長、同税制調査会副会長、同政務調査会会長代理、同参議院政策審議会会長、同行政改革推進本部事務局長、同参議院副幹事長を歴任した。
学位はMPA（ハーバード大学・1994年）。

## 概要
三井物産、サンデン交通、山口合同ガスを経て父親の政策担当秘書となり、第17回参議院議員通常選挙で初当選を果たす。小渕第2次改造内閣と第1次森内閣では大蔵政務次官を務め、第1次安倍内閣では内閣府副大臣を務めたほか、参議院では外交防衛委員長や政府開発援助等に関する特別委員長などを務めた。また、自由民主党においては、参議院議員副会長、政務調査会長代理、外交経済連携調査会長など要職を歴任した。福田康夫改造内閣においては防衛大臣、麻生内閣においては内閣府特命担当大臣（経済財政政策担当）、第2次安倍内閣では農林水産大臣を務めるなど閣僚を歴任し、第3次安倍内閣では西川公也の辞任により農林水産大臣に再登板することになった。厚生大臣、大蔵大臣を務めた元衆議院議員の林義郎は父。高祖父の林平四郎、祖父の林佳介もそれぞれ衆議院議員を務めた。元大分県知事の広瀬勝貞は義理の叔父にあたる。

## 来歴

### 生い立ち
通産官僚である父・林義郎（山口県下関市出身）、母・万里子（山口県宇部市出身）の長男として、東京都で生まれる。林家は、商号を「大津屋」といい、下関で代々醤油醸造業を営む。またバス事業者・サンデン交通、一般ガス事業者・山口合同ガス（いずれも本社は下関市）等の経営に携わっている。
1969年、父・義郎が第32回衆議院議員総選挙に旧山口1区から立候補することに伴い、一家で山口県下関市へ転居し、下関市立文関小学校に転入。1973年に下関市立文関小学校を、1976年に下関市立日新中学校を卒業。1979年、山口県立下関西高等学校を卒業した。1984年、東京大学法学部第2類（公法コース）を卒業。
1984年、三井物産に入社。商社内では、物資部タバコ課に配属された。1989年に同社退社、林家のファミリー企業であるサンデン交通に入社、同社社長秘書を務める。1990年に同社退社、山口合同ガスに入社。1991年4月、アメリカ合衆国のハーバード大学大学院に入学（身分は「特別研究生」）。1992年9月、ハーバード大学ケネディ・スクールに入学。また、1991年9月より米下院議員スティーブ・ニール（Stephen Neal）の銀行委員会スタッフを務めた。1991年11月に退職し、米上院議員ウィリアム・ロス（William Roth）の国際問題アシスタントを務めた。
1992年12月、父・義郎が宮澤改造内閣にて大蔵大臣に就任したため、大学院休学。帰国し、大臣秘書官を務める。1993年、国会議員政策担当秘書資格試験に合格。同年8月、義郎は大蔵大臣を退任。
1994年2月、ケネディスクールに復学し、1994年6月に修了。同年8月、義郎の政策担当秘書となる。

### 参議院議員に初当選
1994年8月11日、衆議院議員選挙区画定審議会は、政治改革四法における「小選挙区300・比例代表200」の具体的な区割り案を村山富市首相に勧告。旧山口1区は山口3区と山口4区に分けられ、3区は河村建夫、4区は安倍が公認候補となり、林義郎は比例中国ブロックへの転出を余儀なくされた。
これを受けて1995年7月の第17回参議院議員通常選挙に自由民主党公認で山口県選挙区から立候補し、無所属・現職の山田健一らを破り初当選した。2001年7月、第19回参議院議員通常選挙で再選。2007年、第21回参議院議員通常選挙では、自由民主党に逆風が吹く中、山口県選挙区で民主党の戸倉多香子を大差で破り、3選。2012年8月、次期衆議院議員総選挙での山口3区からの立候補を検討するも、既に現職議員である河村建夫がいるために断念。2013年、第23回参議院議員通常選挙では、現職大臣として選挙に臨み、民主党からの立候補はなく、圧倒的な得票数で4選。2019年、第25回参議院議員通常選挙では、国民民主党の大内一也らを大差で破り、5選。
その間、参議院や内閣の公職を多く歴任している。1999年10月、小渕第2次改造内閣で大蔵政務次官（主に参議院答弁の担当）に任命される。2004年10月、参議院外交防衛委員長に就任。2006年、第1次安倍内閣では内閣府副大臣に任命された。

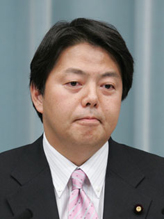
2008年、防衛相として入閣時の記者会見にて

2008年8月、福田康夫改造内閣で防衛大臣に就任し初入閣を果たしたが、福田康夫首相の突然の辞任に伴い、1ヶ月あまりで退任した。2009年7月には、麻生内閣で内閣府特命担当大臣（経済財政政策）に就任。これは、中川昭一の辞任により財務大臣、内閣府特命担当大臣（金融）、内閣府特命担当大臣（経済財政政策）を兼務していた与謝野馨の兼任を解くために行われた補充人事（同時に、鳩山邦夫の辞任により総務大臣、国家公安委員会委員長を兼務していた佐藤勉の兼任を解くために、林幹雄が入閣した）であった。2009年8月、第45回衆議院議員総選挙での自民党惨敗、野党転落に伴う麻生内閣総辞職により、今度も在任期間は短命となり2ヶ月程での退任となった。
また、党においては、2009年9月、谷垣禎一自由民主党総裁の下で政務調査会長代理・参議院政策審議会長に就任。2010年、中曽根弘文の参議院議員会長就任に伴い、参議院議員副会長に昇格。同年9月、政調会長代理に留任するとともに、党シャドウ・キャビネットでは財務金融部会長として「影の財務大臣」に就任。2011年9月21日、党人事に関する中曽根への不満から、参議院議員副会長の辞表を提出。中曽根は辞表を受理せず、林を慰留する方針を取った。なお、当初小坂憲次参議院幹事長、山本一太参議院政策審議会長の続投を模索していた中曽根は党内の反発を受け、一旦参議院幹事長を鴻池祥肇に交代させる人事案を諮ったが否決されたため、参議院幹事長に溝手顕正、参議院政策審議会長に岩城光英を起用する新たな人事案を提示して了承され、林も辞表を取り下げた。

### 自由民主党総裁選に出馬
2012年9月、自由民主党総裁選挙に立候補した。1972年に総裁選挙に推薦人制度が導入されて以降、参院議員が立候補したのは初めてであった。2009年自由民主党総裁選挙に際して党内の中堅・若手議員の一部に林を擁立する動きがあった。総裁選では1回目の投票で27票を獲得するに留まり、5名中最下位に終わった。

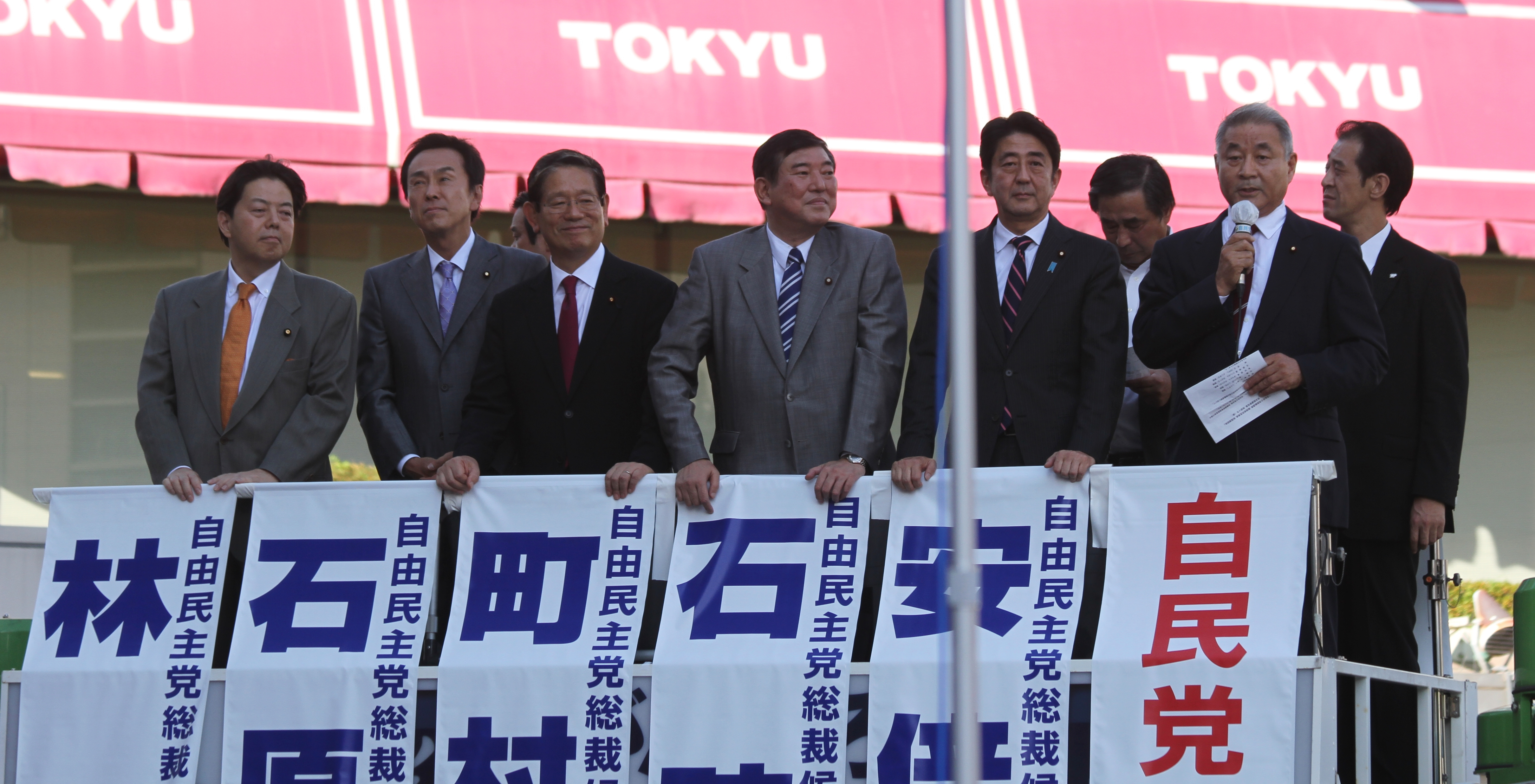
2012年9月16日、自由民主党総裁選挙の街頭演説にて。左から林、石原伸晃、町村信孝、石破茂、安倍晋三。

### 農林水産大臣・文部科学大臣に就任

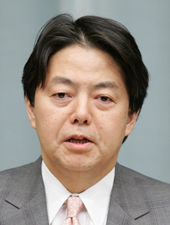
2012年、農水相として入閣時の記者会見にて

2012年12月、自民党が政権奪還後の第2次安倍内閣で農林水産大臣に任命され、2014年9月の内閣改造まで務めた。その後、後任を務めていた西川公也が2015年2月23日に辞任したことで、同日に後任の農林水産大臣として再び任命された。
2017年8月3日、加計学園をめぐる問題で文部科学省のガバナンスが揺らぐ中、第3次安倍第3次改造内閣で文部科学大臣に就任。参議院議員としては異例となる5度目の入閣となった。2018年3月、文部科学大臣として高等学校学習指導要領を改訂。 2018年10月の内閣改造まで務めた。

### 衆議院議員に鞍替え

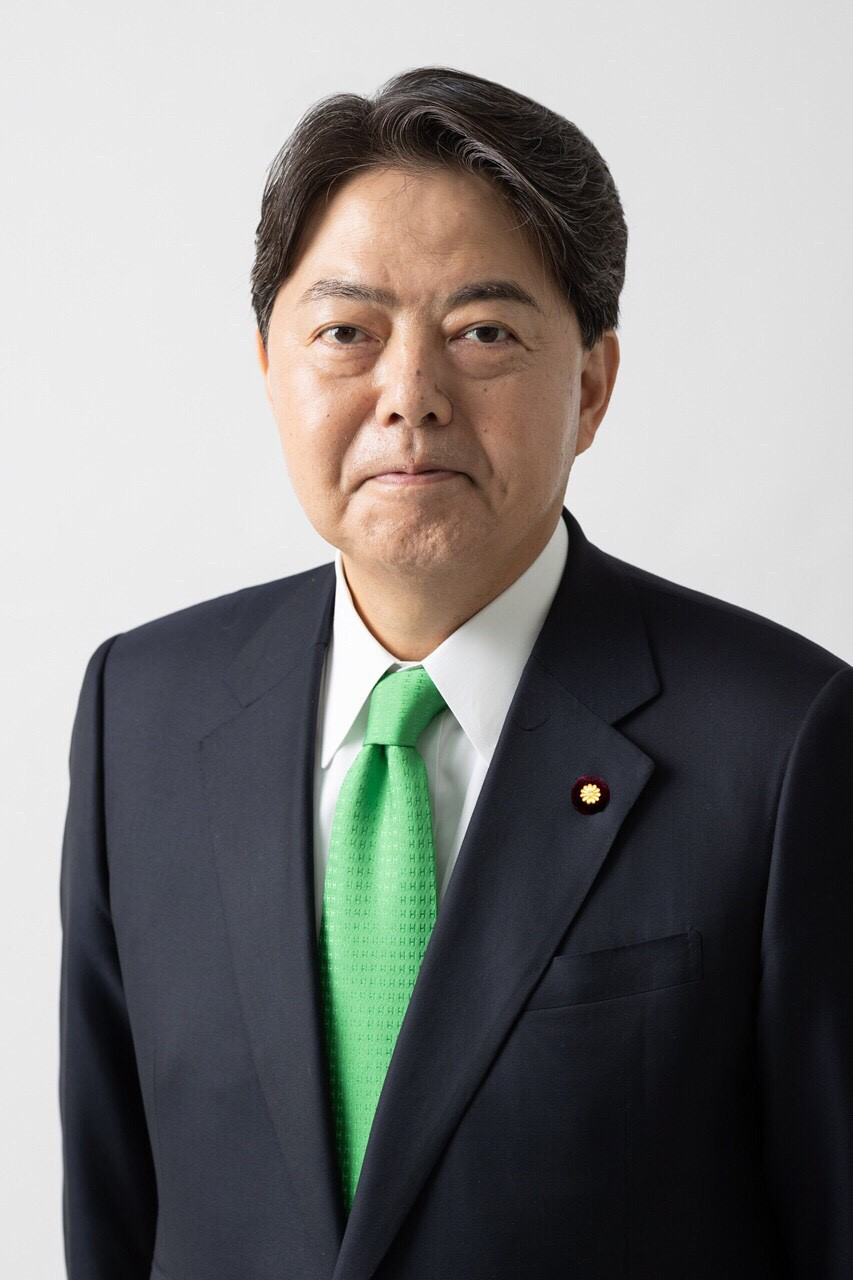
外務大臣時の肖像写真

2021年7月15日に記者会見を開き、近日中に参議院議員を辞職し、年内に予定される第49回衆議院議員総選挙に山口3区から立候補する意向を表明した。衆議院議員（山口3区）への転出については自由民主党総裁選挙に立候補した2012年と2017年にも地元関係者から期待する声が上がっていたが、現職の河村建夫の反発もあって、2017年には自民党山口県連が候補者を一本化できず、党本部に白紙で公認申請し、党本部が河村の公認を内定したことで沙汰止みとなり、地元経済界の待望論を受け、今回は河村側の反発と保守分裂選挙を承知の上での出馬表明となった。前哨戦と位置付けられていた2021年の萩市長選挙では、林が支援した現職の藤道健二が河村の弟で新人（前県議会議員）の田中文夫に競り負けたものの、出馬表明記者会見には篠﨑圭二宇部市長・藤田剛二山陽小野田市長・篠田洋司美祢市長・渡辺純忠山口市長の、田中萩市長と花田憲彦阿武町長以外の山口3区内の首長が顔を揃え、山口県議会の自民党所属全議員からの支援を取り付けるなど、「地元の総意」を強調した。
同年8月16日、山東昭子議長宛てに参議院議員の辞職願を提出し、辞職が許可された。
同年9月29日、自民党総裁選が行われ、岸田文雄が当選。「総裁派閥」の看板は林のものとなり、総裁選から2日後の10月1日、党山口県連は林を3区公認とするよう党本部に推薦した。
10月13日、自民党本部で公認候補者調整が行われ、党本部が河村に対して衆議院議員総選挙への立候補見送りを要請し、河村がこれを受諾したと報じられた。甘利明幹事長と遠藤利明選対委員長は河村を党本部に呼び出し、林との差がダブルスコア以上も開き、立憲民主党の候補より劣るとする最新の情勢調査結果を示した。両者は河村に立候補見送りを迫り、その代わりとして長男で秘書の河村建一を比例中国ブロック単独で立候補させる案を提示した。河村は同日中に政界引退を決意し、党本部からの調整案をのんだ。10月15日、自民党は比例中国ブロックでの建一の公認を発表した。
同年10月31日の第49回衆議院議員総選挙において、山口3区にて当選。

### 外務大臣に就任
11月10日、新たに発足した第2次岸田内閣において第151代外務大臣に就任。翌11日に行われた外相就任会見で、日中友好議員連盟会長辞任を表明した。
2022年3月2日の参院予算委員会で、ウクライナ情勢の緊迫を受け、ウクライナのコルスンスキー駐日大使が林芳正に面会を要請していたが、約1カ月にわたり実現していなかったことが国民民主党の川合孝典議員による質疑で明らかになった。林が「私自身は大使からの面会要望は承知していなかった」と釈明すると、川合は「外務省が勝手に止めていたとすれば。これは著しい越権行為では」と追及した。林とコルスンスキーは3月2日夕に面会した。翌3日、コルスンスキーはツイッターに「いいえ、林さんの反応はとても速かったです」「（コルスンスキーと）会いたくなかったのは副大臣の鈴木さんです」と投稿した（同日中に削除済み）。鈴木貴子外務副大臣を指しているとみられる。
同年4月23日、エマニュエル駐日米大使とともにアメリカ海軍の原子力空母、エイブラハム・リンカーンを視察。厚木基地からMV-22に乗り、太平洋上に展開する同艦を訪問したもの。
同年7月18日、安倍晋三元首相の弔問外交で日本を訪れた韓国の朴振と日韓外相会談を行い、徴用工問題の早期解決について一致した。8月にはASEAN関連外相会議出席のためカンボジア、プノンペンを訪問。8月4日、訪問先のプノンペンで前月に続き日韓外相会談に臨み、両国間の懸案等について協議を加速させることで一致した。
外務大臣の林芳正は、2022年11月2日から6日までドイツを訪れ、二国間関係の強化を図った。滞在中、彼はドイツのアンナレーナ・ベアボック外務大臣と会談し、安全保障協力、経済的パートナーシップ、ウクライナ紛争の影響などのテーマについて議論した。林大臣は、国連やG7などの多国間フォーラムでの協力の重要性を強調し、日本とドイツの経済関係や文化交流の重要性も強調した。この訪問は、両国の規則に基づく国際秩序と持続可能な発展に対する共通の取り組みを明らかにした。

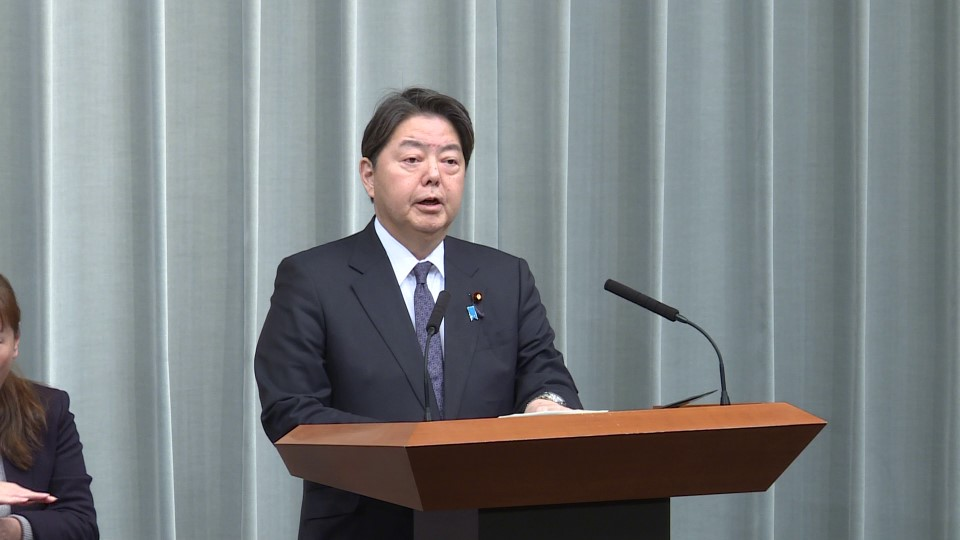
2024年1月1日、令和6年能登半島地震についての記者会見にて

### 内閣官房長官に就任
2023年12月14日、自民党5派閥の政治資金パーティーをめぐる裏金問題で、岸田文雄首相は清和政策研究会（安倍派）の閣僚4人と副大臣5人を事実上更迭。林は松野博一の後任として、内閣官房長官に就任した。

### 自民党総裁選に2度目の出馬
林が2024年9月の自民党総裁選に出馬する意向を固めたことを同年8月16日に複数の党関係者が明らかにした。9月3日、林は国会内で記者会見し、「自民党総裁選に立候補する」と正式に表明した。出馬会見では「人に優しい『仁』の政治。慈しみ、思いやりの志で政治を行いたい」と目指す政治をこう強調し、「国民の共感を得られる政治を取り戻す」とも語った。同年9月27日に行われた投開票の結果、9人中4位となり、一定の評価を集めた。

### 石破内閣の官房長官として
総裁選に勝利した石破茂を首班とする第1次石破内閣が2024年10月1日に発足。内閣官房長官に再任された。同年10月31日の第50回衆議院議員総選挙において再選。同年11月11日に発足した第2次石破内閣において内閣官房長官に留任。

## ギャラリー
- スイスのザンクトガレン大学にて（2011年5月）
- フィジーのフランク・バイニマラマ首相と（2022年5月7日）
- 左から米国のアントニー・ブリンケン国務長官、オーストラリアのペニー・ウォン外相、林（2022年8月4日）
- 左からブリンケン国務長官、林、韓国の朴振外交部長官（2022年9月22日）
- G7外相会合。左からジョセップ・ボレル欧州連合外務・安全保障政策上級代表、イギリスのジェームズ・クレバリー、林、米国のアントニー・ブリンケン、ドイツのアンナレーナ・ベアボック、カナダのメラニー・ジョリー、フランスのカトリーヌ・コロナ、イタリアのアントニオ・タイヤーニ（2022年11月4日）。
- 左から浜田靖一防衛相、林、ブリンケン国務長官、ロイド・オースティン国防長官（2023年1月11日）

## 政策・主張

### 外交・安保
- 自衛隊の存在を憲法に明記することにやや賛成[56]。
- 新型コロナウイルス感染症が拡大する北朝鮮について、国交がないことを理由に放っておくことは出来ないとして支援の意向を示した[57][58]。
- 日中友好議員連盟の会長を務めるなど、一部からは「親中派」とも言われているが[59]、当人は「知中派」を自認しており、「米国の中で知日派という言葉があるように知中派であってもいい。媚中ではいけない」と述べている[60]。2019年5月、日中友好議連会長として訪中した際に林は「この一年は日中関係にとって非常に画期的な一年となった。現在の日中関係はまさに『令和』という元号のように麗しく、ハーモニー、『和』があるという状況になっている。日中双方の関係者の努力の積み重ねが今の状況につながっている」と述べた[61]。第2次岸田内閣で外務大臣に就任するに伴い「職務遂行にあたって無用な誤解を避けるため」として日中友好議員連盟会長を辞任している[40]。
- 2022年5月、林は韓国の尹錫悦大統領の就任式に合わせて訪韓し朴振外相候補（その後外相に就任）と会談、厳しい地域情勢の中で早期の両国関係の改善が不可欠だとの認識で一致し、未来志向的な関係発展について協議した[62]。また林は贈り物としてハーモニカをプレゼントしていたことを朴振が6月9日に明かした[63]。
- 沖縄県警が在沖縄米海兵隊員の男2人を不同意性交などの疑いで書類送検したことに関し、林は2025年4月24日の記者会見で「米軍人による事件・事故は地元に大きな不安を与えるもので、あってはならない」と述べ、その上で「在日米軍の綱紀粛正と再発防止の徹底を働き掛けていく」と語った[64]。

### 経済・財政
- 2014年4月に予定されていた消費税の8%への引き上げについて、「予定通りに引き上げるべき」と回答している[65]。
- 2019年10月に予定されていた消費税の10%への引き上げについて、「法律に従い、引き上げるべきだ」と回答している[66]。
- 2015年、財政再建に関する国会論戦を活性化させる為に、国会に経済・財政に関する独自の調査機能を持たせるための議員立法を検討していた[67]。2021年には国のばらまきを監視する独立機関の設置を目指す超党派の議連の共同代表発起人となった[68]。
- 財政再建について、「あまりうまい話は眉唾だ」とし、積極財政による物価上昇で政府債務の実質的な目減りを目指すシムズ理論は非現実的との見解を示しており、「プライマリーバランス（基礎的財政収支）の黒字化を達成し、常に財政健全化を進めている姿勢を堅持することが必要」と強調している[69]。
- 日本経済を建て直す鍵は「モノづくり」であり、スタートアップ企業が創業しやすい環境をつくることで経済の勢いを取り戻すと主張している。また、池田勇人首相が掲げた所得倍増に倣い、令和の日本が目指すべき「大きな枠組み」を示したいとしている[70]。
- 脱炭素のためであれば、原子力発電への依存を容認すべきだとしている[56]。

### 人権
- 2016年12月9日、第192回国会で部落差別の解消の推進に関する法律案（衆議院提出）に賛成票を投じた[71]。

### その他
- 選択的夫婦別姓制度について賛成[56]。選択的夫婦別氏制度を早期に実現する議連の顧問に就任している。
- 同性婚を法律に明記することにやや反対[56]。

## 人物
- 「背中の教育」という言葉を好む[1]。父親に会うたびに「勉強しろ、勉強しろ」とは言われていたが、具体的に「ああしろこうしろ」とはあまり言わないし割と放任だった[1]。塾が性に合わなかったので結局塾には行かずに自分の部屋で通信教育に取り組んでいた[1]。「教育は結局、子ども本人がいかにやる気になるか。そしてそこまで持っていくのが教育する側としては大切だと考えている」という[1]。

- 2010年1月26日の参議院予算委員会において菅直人財務大臣に対する質疑中、麻生内閣が編成した補正予算を凍結することのマイナス効果を容認する菅財務大臣の見解を質した林に対し、菅が「前政権の公共事業は1兆円投資して1兆円しか効果がなかったが、現政権は異なる」という趣旨の答弁を行った。これを受けて林が即座に「どうも乗数効果のことを言っておられるようですが、子ども手当の乗数効果はいくらと見積もっておられますか」さらに「消費性向と乗数効果の関係は」と事前通告のない質問をすると菅が完全に答弁に窮したため、「菅財務大臣には大学の経済学部の1年生でも習う経済学の基礎知識すらないのか」などと話題になった[72][73]。

- 村上ファンドの村上世彰は東京大学の同期で、麻雀仲間でもある。評論家の宮崎哲弥は友人。実家近くには弁護士の紀藤正樹の生家がある[74]。

- 2019年12月3日、BS日テレの番組「深層NEWS」にマイケル・グリーンとともに出演。日韓秘密軍事情報保護協定問題を含めた東アジアの安全保障について議論した[75]。

- 趣味は楽器演奏、テニス、ゴルフである[6]。浜田靖一、小此木八郎、松山政司と共に議員バンド「Gi!nz（ギインズ）」を結成し、ライブも行っている[76]。担当はボーカル、ギター、ピアノであり、作曲も行う[76][77]。林によれば幼稚園の頃から母の意向でピアノを習わされており、小学校からはバイオリンを始めた。中学生の頃からバンド活動を始め、高校の時にはベースやキーボードを担当。大学からはギターも始めたという[78]。外務大臣時代はG7外相会合でピアノを即興演奏する「ピアノ外交」で注目を集めた[79]が、最も得意なのはギターだという[80]。2016年に放送されたテレビ番組「十八番で勝負!!新春!オールスター対抗歌合戦」では、ビートルズの「レット・イット・ビー」のピアノ弾き語りを行った。

## 選挙歴
| 当落 | 選挙                     | 執行日         | 年齢 | 選挙区       | 政党       | 得票数     | 得票率 | 定数 | 得票順位 /候補者数 | 政党内比例順位 /政党当選者数 |
| ---- | ------------------------ | -------------- | ---- | ------------ | ---------- | ---------- | ------ | ---- | ------------------ | ---------------------------- |
| 当   | 第17回参議院議員通常選挙 | 1995年07月23日 | 34   | 山口県選挙区 | 自由民主党 | 28万7099票 | 46.03% | 1    | 1/4                | /                            |
| 当   | 第19回参議院議員通常選挙 | 2001年07月29日 | 40   | 山口県選挙区 | 自由民主党 | 42万8122票 | 61.39% | 1    | 1/5                | /                            |
| 当   | 第21回参議院議員通常選挙 | 2007年07月29日 | 46   | 山口県選挙区 | 自由民主党 | 41万9947票 | 56.73% | 1    | 1/3                | /                            |
| 当   | 第23回参議院議員通常選挙 | 2013年07月21日 | 52   | 山口県選挙区 | 自由民主党 | 45万5546票 | 79.36% | 1    | 1/3                | /                            |
| 当   | 第25回参議院議員通常選挙 | 2019年07月21日 | 58   | 山口県選挙区 | 自由民主党 | 37万4686票 | 69.97% | 1    | 1/4                | /                            |
| 当   | 第49回衆議院議員総選挙   | 2021年10月31日 | 60   | 山口県第3区  | 自由民主党 | 9万6983票  | 76.94% | 1    | 1/2                | /                            |
| 当   | 第50回衆議院議員総選挙   | 2024年10月27日 | 63   | 山口県第3区  | 自由民主党 | 11万5687票 | 69.67% | 1    | 1/3                | /                            |

## 栄典
- ウクライナ: 功労勲章Ⅲ号- （2022年8月23日）
- パラグアイ: 国家功労勲章特別大十字章（英語版） - （2023年）

## 不祥事・騒動

### 年金未納問題
2004年、政治家の年金未納問題が注目された際に年金の未納が発覚した。

### 補助金企業からの献金と政治資金規正法違反疑惑
2015年3月に、政府から補助金を受けた企業から計60万円の寄付を受けていたことが報道された。
続けて、地元・山口県の所在地が同じで同一の個人の会社である2社が合計200万円のパーティー券を2013年10月に購入しており、政治資金規正法22条の8で定められた「同一の者から150万円を超えて政治資金パーティーの対価の支払いを受けてはならない」に違反する疑惑がある、としんぶん赤旗で報道された。
林芳正の資金管理団体が、林が農水相在任中に女性スタッフが接客するキャバクラで「飲食代」を支出していた。

### 文部科学大臣公用車でヨガ店訪問
2018年4月24日、当時文部科学大臣だった林が公用車を使って東京都内のヨガ店を訪問していたことが、同25日に発売される週刊文春に掲載されるとして朝日新聞が報じた。報道によると林は4月16日午後2時半頃に公用車でヨガ店を訪問して車を待機させ、2時間後に再び公用車で店を出ていた。朝日新聞の取材に政府関係者は公用車を利用したこと自体は認めつつ、公務と公務の間であれば運用規則に抵触しないとの見解を示した。

### 公職選挙法違反事件
2021年12月23日、山口県警は2021年の衆院選で山口県第3区から当選した林芳正の後援会の入会申込書を複数の県幹部を通じて職員に配り、氏名などを記入させた公職選挙法（公務員の地位利用）違反の疑いで山口県副知事と山口市幹部職員2人を書類送検した。24日、山口区検は公選法違反の罪で3人を略式起訴した。副知事については罰金30万円の略式命令を出し、即日納付された。

### 台湾副総統への欠礼
2022年（令和4年）7月12日の記者会見で、記者から台湾の頼清徳副総統が安倍晋三元首相の葬儀に参列するため訪日した件について尋ねられ、「今、ご指摘のあった人物については（後略）」などと発言し、15日に全日本台湾連合会（全台連）会長より「あまりに非礼」「礼節の国日本を貶める言動である」「日本の国益を毀損する」との旨の強い抗議を受けることとなった。また、同日、林外相は、件の呼び方をした理由について日本の記者に問われて、「頼副総統について名前を挙げて質問があったので、それに応じる形で『ご指摘の人物』と述べたのみだった。」と説明した。松野博一官房長官も、同月19日、閣議後会見の場で記者から問われ、同じ説明を繰り返した。これらに対して、取材した記者の一部からは「中国政府に対する配慮があったのではないか」との批判が挙がっている。
報道でこの回答を知った弁護士の北村晴男は、出演番組（『虎ノ門ニュース』）の中で、林外相の説明への反論として、「ならば、例えば米国のバイデン大統領の名前を挙げて質問があったとして、林外相は頼清徳副総統の時と同じ呼び方をするのか。するわけがない。あまりにも失礼だから。また、多くの重要な賓客に対しても使わないはず。使えるような言葉ではない。」、「（台湾の国家的立場と認めた）『副総統』という言葉を使うと中国が怒るから忖度して使えなかったのではないのか」、「日本が中国に忖度して台湾を国家として認めなかった時代を過去のものにして、協力関係を深めようとしている時代に、なんとかそれを食い止めようとしているように見える。」といった旨の主張で、その外交姿勢を批判した。

### 旧統一教会との関係
林は2022年8月2日の記者会見で世界平和統一家庭連合（旧統一教会）とのつながりについて「関係はない」と明言した。
しかし2022年8月10日の記者会見で、2012年に世界平和統一家庭連合（旧統一教会）と関係が深い機関の取材を受けたと公表し、「関連しているという認識がなかった。大変申し訳ない。」と謝罪、「今後は一切関係をもたないことをお約束する」と述べた。
世界平和統一家庭連合（旧統一教会）と閣僚との関係をめぐり、林は2024年2月7日午前の記者会見で、「2021年9月に教団関係者と面会していた」ことを明らかにした。週刊誌の取材を受けて改めて確認したところ判明した。林は会見で「地元政界関係者の調整で面会することになった。多数ある面会の一つであり、相手がどういう方で、どのような話をしたのか、現時点では定かでない」、「支援や寄付を受けたことはない」などと説明した。

## 家族・親族

### 林家

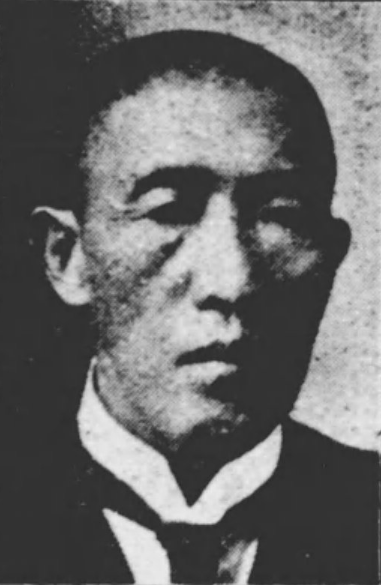
高祖父・林平四郎

- 高祖父・林平四郎[11][13] - 林家4代目[12]。衆議院議員[11][97]、貴族院議員[98]。資産家で[99]、大津屋本店、春帆楼、生蝋醤油醸造業並料理旅館業を営む[98]。1941年（昭和16年）12月11日、死去。正五位を追贈。
  - 曾祖父・林長五郎 - 林平四郎の長男[97]。
    - 祖父・林佳介 - 実業家、衆議院議員（日本進歩党）。
      - 父・林義郎 - 衆議院議員（自由民主党）、厚生大臣（第1次中曽根内閣）・大蔵大臣（宮沢改造内閣）を歴任。
      - 母・林万里子 - 祖父が宇部興産社長の俵田明（なお俵田家の旧邸宅を宇部事務所として使用している）。父は宇部興産副社長を務めた俵田寛夫（三井鉱山で取締役を務めた属最吉の二男で宇部興産社長俵田明の婿養子。朝鮮出身の音楽評論家の属啓成（旧姓名：朴啓成）は義弟）。
      - 叔父・林孝介 - サンデン交通取締役会長、山陽自動車学校相談役、山口県バス協会会長理事、大津屋前代表取締役社長。
        - 従弟・林俊作 - 叔父林孝介長男。大津屋代表取締役社長、山口県PTA連合会会長。

      - 妹・林玲子 - 国立社会保障・人口問題研究所副所長
      - 弟・林哲郎 - 三井物産勤務
      - 妻・林裕子[100] - 山口大学大学院技術経営研究科特命教授
      - 長女・温子（1994年生[101]）
      - 次女・[102][103]

#### 縁戚
- 祖父・俵田寛夫 - 宇部興産副社長。
- 義叔父・広瀬勝貞 - 元大分県知事（公選第15-19代）。
- 広瀬道貞 - 株式会社テレビ朝日顧問。第13代日本民間放送連盟（民放連）会長。
- 広瀬貞雄 - 富士紡績元代表取締役社長。

### 家系図
|  |  |  |  |  |  |          |          |          |          |          |          |  |  |        |        |        |        |        |        |        |        |  |  |          |          |          |          |          |          |          |          |        |        |        |        |        |        |        |        |  |  |      |      |                   |                   |                   |                   |                   |                   |        |        |        |        |        |        |  |  |          |          |          |          |          |          |          |          |          |          |        |        |        |        |        |        |  |  |      |      |          |          |          |          |          |          |          |          |          |          |          |          |  |  |  |  |          |          |          |          |          |          |  |  |          |          |          |          |          |          |  |  |  |  |  |  |  |  |  |  |  |  |  |  |  |  |  |  |  |  |  |  |  |  |  |  |  |  |  |  |  |  |  |  |  |  |  |  |
|  |  |  |  |  |  |          |          |          |          |          |          |  |  |        |        |        |        |        |        |        |        |  |  |          |          |          |          |          |          |          |          |        |        |        |        |        |        |        |        |  |  |      |      |                   |                   |                   |                   |                   |                   |        |        |        |        |        |        |  |  |          |          |          |          |          |          |          |          |          |          |        |        |        |        |        |        |  |  |      |      |          |          |          |          |          |          |          |          |          |          |          |          |  |  |  |  |          |          |          |          |          |          |  |  |          |          |          |          |          |          |  |  |  |  |  |  |  |  |  |  |  |  |  |  |  |  |  |  |  |  |  |  |  |  |  |  |  |  |  |  |  |  |  |  |  |  |  |  |
|  |  |  |  |  |  |          |          |          |          |          |          |  |  |        |        |        |        |        |        |        |        |  |  |          |          |          |          |          |          |          |          |        |        |        |        |        |        |        |        |  |  |      |      |                   |                   |                   |                   |                   |                   |        |        |        |        |        |        |  |  |          |          |          |          |          |          |          |          |          |          |        |        |        |        |        |        |  |  |      |      | 林平四郎 |          |          |          |          |          |          |          |          |          |          |          |  |  |  |  |          |          |          |          |          |          |  |  |          |          |          |          |          |          |  |  |  |  |  |  |  |  |  |  |  |  |  |  |  |  |  |  |  |  |  |  |  |  |  |  |  |  |  |  |  |  |  |  |  |  |  |  |
|  |  |  |  |  |  |          |          |          |          |          |          |  |  |        |        |        |        |        |        |        |        |  |  |          |          |          |          |          |          |          |          |        |        |        |        |        |        |        |        |  |  |      |      |                   |                   |                   |                   |                   |                   |        |        |        |        |        |        |  |  |          |          |          |          |          |          |          |          |          |          |        |        |        |        |        |        |  |  |      |      |          |          |          |          |          |          |          |          |          |          |          |          |  |  |  |  |          |          |          |          |          |          |  |  |          |          |          |          |          |          |  |  |  |  |  |  |  |  |  |  |  |  |  |  |  |  |  |  |  |  |  |  |  |  |  |  |  |  |  |  |  |  |  |  |  |  |  |  |
|  |  |  |  |  |  | 木戸幸一 | 木戸幸一 | 木戸幸一 | 木戸幸一 | 木戸幸一 | 木戸幸一 |  |  | 俵田明 | 俵田明 | 俵田明 | 俵田明 | 俵田明 | 俵田明 |        |        |  |  |          |          |          |          |          |          | 属最吉   | 属最吉   | 属最吉 | 属最吉 | 属最吉 | 属最吉 |        |        |        |        |  |  |      |      | 朴家              | 朴家              | 朴家              | 朴家              | 朴家              | 朴家              |        |        |        |        |        |        |  |  |          |          |          |          | 松田忠治 | 松田忠治 | 松田忠治 | 松田忠治 | 松田忠治 | 松田忠治 |        |        |        |        |        |        |  |  |      |      | 林長五郎 | 林長五郎 | 林長五郎 | 林長五郎 | 林長五郎 | 林長五郎 |          |          |          |          |          |          |  |  |  |  | 広瀬貞治 | 広瀬貞治 | 広瀬貞治 | 広瀬貞治 | 広瀬貞治 | 広瀬貞治 |  |  |          |          |          |          |          |          |  |  |  |  |  |  |  |  |  |  |  |  |  |  |  |  |  |  |  |  |  |  |  |  |  |  |  |  |  |  |  |  |  |  |  |  |  |  |
|  |  |  |  |  |  | 木戸幸一 | 木戸幸一 | 木戸幸一 | 木戸幸一 | 木戸幸一 | 木戸幸一 |  |  | 俵田明 | 俵田明 | 俵田明 | 俵田明 | 俵田明 | 俵田明 |        |        |  |  |          |          |          |          |          |          | 属最吉   | 属最吉   | 属最吉 | 属最吉 | 属最吉 | 属最吉 |        |        |        |        |  |  |      |      | 朴家              | 朴家              | 朴家              | 朴家              | 朴家              | 朴家              |        |        |        |        |        |        |  |  |          |          |          |          | 松田忠治 | 松田忠治 | 松田忠治 | 松田忠治 | 松田忠治 | 松田忠治 |        |        |        |        |        |        |  |  |      |      | 林長五郎 | 林長五郎 | 林長五郎 | 林長五郎 | 林長五郎 | 林長五郎 |          |          |          |          |          |          |  |  |  |  | 広瀬貞治 | 広瀬貞治 | 広瀬貞治 | 広瀬貞治 | 広瀬貞治 | 広瀬貞治 |  |  |          |          |          |          |          |          |  |  |  |  |  |  |  |  |  |  |  |  |  |  |  |  |  |  |  |  |  |  |  |  |  |  |  |  |  |  |  |  |  |  |  |  |  |  |
|  |  |  |  |  |  |          |          |          |          |          |          |  |  |        |        |        |        |        |        |        |        |  |  |          |          |          |          |          |          |          |          |        |        |        |        |        |        |        |        |  |  |      |      |                   |                   |                   |                   |                   |                   |        |        |        |        |        |        |  |  |          |          |          |          |          |          |          |          |          |          |        |        |        |        |        |        |  |  |      |      |          |          |          |          |          |          |          |          |          |          |          |          |  |  |  |  |          |          |          |          |          |          |  |  |          |          |          |          |          |          |  |  |  |  |  |  |  |  |  |  |  |  |  |  |  |  |  |  |  |  |  |  |  |  |  |  |  |  |  |  |  |  |  |  |  |  |  |  |
|  |  |  |  |  |  | 木戸孝彦 | 木戸孝彦 | 木戸孝彦 | 木戸孝彦 | 木戸孝彦 | 木戸孝彦 |  |  | 初枝   | 初枝   | 初枝   | 初枝   | 初枝   | 初枝   |        |        |  |  |          |          | 俵田寛夫 | 俵田寛夫 | 俵田寛夫 | 俵田寛夫 | 俵田寛夫 | 俵田寛夫 |        |        | 澄江   | 澄江   | 澄江   | 澄江   | 澄江   | 澄江   |  |  |      |      | 属啓成 （朴啓成） | 属啓成 （朴啓成） | 属啓成 （朴啓成） | 属啓成 （朴啓成） | 属啓成 （朴啓成） | 属啓成 （朴啓成） |        |        |        |        |        |        |  |  | 中村隆一 | 中村隆一 | 中村隆一 | 中村隆一 | 中村隆一 | 中村隆一 |          |          | 林佳介   | 林佳介   | 林佳介 | 林佳介 | 林佳介 | 林佳介 |        |        |  |  |      |      | トラ     | トラ     | トラ     | トラ     | トラ     | トラ     |          |          |          |          |          |          |  |  |  |  | 広瀬正雄 | 広瀬正雄 | 広瀬正雄 | 広瀬正雄 | 広瀬正雄 | 広瀬正雄 |  |  |          |          |          |          |          |          |  |  |  |  |  |  |  |  |  |  |  |  |  |  |  |  |  |  |  |  |  |  |  |  |  |  |  |  |  |  |  |  |  |  |  |  |  |  |
|  |  |  |  |  |  | 木戸孝彦 | 木戸孝彦 | 木戸孝彦 | 木戸孝彦 | 木戸孝彦 | 木戸孝彦 |  |  | 初枝   | 初枝   | 初枝   | 初枝   | 初枝   | 初枝   |        |        |  |  |          |          | 俵田寛夫 | 俵田寛夫 | 俵田寛夫 | 俵田寛夫 | 俵田寛夫 | 俵田寛夫 |        |        | 澄江   | 澄江   | 澄江   | 澄江   | 澄江   | 澄江   |  |  |      |      | 属啓成 （朴啓成） | 属啓成 （朴啓成） | 属啓成 （朴啓成） | 属啓成 （朴啓成） | 属啓成 （朴啓成） | 属啓成 （朴啓成） |        |        |        |        |        |        |  |  | 中村隆一 | 中村隆一 | 中村隆一 | 中村隆一 | 中村隆一 | 中村隆一 |          |          | 林佳介   | 林佳介   | 林佳介 | 林佳介 | 林佳介 | 林佳介 |        |        |  |  |      |      | トラ     | トラ     | トラ     | トラ     | トラ     | トラ     |          |          |          |          |          |          |  |  |  |  | 広瀬正雄 | 広瀬正雄 | 広瀬正雄 | 広瀬正雄 | 広瀬正雄 | 広瀬正雄 |  |  |          |          |          |          |          |          |  |  |  |  |  |  |  |  |  |  |  |  |  |  |  |  |  |  |  |  |  |  |  |  |  |  |  |  |  |  |  |  |  |  |  |  |  |  |
|  |  |  |  |  |  |          |          |          |          |          |          |  |  |        |        |        |        |        |        |        |        |  |  |          |          |          |          |          |          |          |          |        |        |        |        |        |        |        |        |  |  |      |      |                   |                   |                   |                   |                   |                   |        |        |        |        |        |        |  |  |          |          |          |          |          |          |          |          |          |          |        |        |        |        |        |        |  |  |      |      |          |          |          |          |          |          |          |          |          |          |          |          |  |  |  |  |          |          |          |          |          |          |  |  |          |          |          |          |          |          |  |  |  |  |  |  |  |  |  |  |  |  |  |  |  |  |  |  |  |  |  |  |  |  |  |  |  |  |  |  |  |  |  |  |  |  |  |  |
|  |  |  |  |  |  |          |          |          |          |          |          |  |  |        |        |        |        |        |        |        |        |  |  |          |          |          |          |          |          |          |          |        |        |        |        |        |        |        |        |  |  |      |      |                   |                   |                   |                   |                   |                   |        |        |        |        |        |        |  |  |          |          |          |          |          |          |          |          |          |          |        |        |        |        |        |        |  |  |      |      |          |          |          |          |          |          |          |          |          |          |          |          |  |  |  |  |          |          |          |          |          |          |  |  |          |          |          |          |          |          |  |  |  |  |  |  |  |  |  |  |  |  |  |  |  |  |  |  |  |  |  |  |  |  |  |  |  |  |  |  |  |  |  |  |  |  |  |  |
|  |  |  |  |  |  | 知子     | 知子     | 知子     | 知子     | 知子     | 知子     |  |  |        |        | 木戸武 | 木戸武 | 木戸武 | 木戸武 | 木戸武 | 木戸武 |  |  | 万里子   | 万里子   | 万里子   | 万里子   | 万里子   | 万里子   |          |          |        |        |        |        |        |        |        |        |  |  |      |      |                   |                   |                   |                   |                   |                   |        |        |        |        |        |        |  |  |          |          |          |          |          |          |          |          |          |          | 林義郎 | 林義郎 | 林義郎 | 林義郎 | 林義郎 | 林義郎 |  |  | 尭子 | 尭子 | 尭子     | 尭子     | 尭子     | 尭子     |          |          | 広瀬勝貞 | 広瀬勝貞 | 広瀬勝貞 | 広瀬勝貞 | 広瀬勝貞 | 広瀬勝貞 |  |  |  |  | 広瀬道貞 | 広瀬道貞 | 広瀬道貞 | 広瀬道貞 | 広瀬道貞 | 広瀬道貞 |  |  | 広瀬貞雄 | 広瀬貞雄 | 広瀬貞雄 | 広瀬貞雄 | 広瀬貞雄 | 広瀬貞雄 |  |  |  |  |  |  |  |  |  |  |  |  |  |  |  |  |  |  |  |  |  |  |  |  |  |  |  |  |  |  |  |  |  |  |  |  |  |  |
|  |  |  |  |  |  | 知子     | 知子     | 知子     | 知子     | 知子     | 知子     |  |  |        |        | 木戸武 | 木戸武 | 木戸武 | 木戸武 | 木戸武 | 木戸武 |  |  | 万里子   | 万里子   | 万里子   | 万里子   | 万里子   | 万里子   |          |          |        |        |        |        |        |        |        |        |  |  |      |      |                   |                   |                   |                   |                   |                   |        |        |        |        |        |        |  |  |          |          |          |          |          |          |          |          |          |          | 林義郎 | 林義郎 | 林義郎 | 林義郎 | 林義郎 | 林義郎 |  |  | 尭子 | 尭子 | 尭子     | 尭子     | 尭子     | 尭子     |          |          | 広瀬勝貞 | 広瀬勝貞 | 広瀬勝貞 | 広瀬勝貞 | 広瀬勝貞 | 広瀬勝貞 |  |  |  |  | 広瀬道貞 | 広瀬道貞 | 広瀬道貞 | 広瀬道貞 | 広瀬道貞 | 広瀬道貞 |  |  | 広瀬貞雄 | 広瀬貞雄 | 広瀬貞雄 | 広瀬貞雄 | 広瀬貞雄 | 広瀬貞雄 |  |  |  |  |  |  |  |  |  |  |  |  |  |  |  |  |  |  |  |  |  |  |  |  |  |  |  |  |  |  |  |  |  |  |  |  |  |  |
|  |  |  |  |  |  |          |          |          |          |          |          |  |  |        |        |        |        |        |        |        |        |  |  |          |          |          |          |          |          |          |          |        |        |        |        |        |        |        |        |  |  |      |      |                   |                   |                   |                   |                   |                   |        |        |        |        |        |        |  |  |          |          |          |          |          |          |          |          |          |          |        |        |        |        |        |        |  |  |      |      |          |          |          |          |          |          |          |          |          |          |          |          |  |  |  |  |          |          |          |          |          |          |  |  |          |          |          |          |          |          |  |  |  |  |  |  |  |  |  |  |  |  |  |  |  |  |  |  |  |  |  |  |  |  |  |  |  |  |  |  |  |  |  |  |  |  |  |  |
|  |  |  |  |  |  |          |          |          |          |          |          |  |  |        |        |        |        |        |        |        |        |  |  |          |          |          |          |          |          |          |          |        |        |        |        |        |        |        |        |  |  |      |      |                   |                   |                   |                   |                   |                   |        |        |        |        |        |        |  |  |          |          |          |          |          |          |          |          |          |          |        |        |        |        |        |        |  |  |      |      |          |          |          |          |          |          |          |          |          |          |          |          |  |  |  |  |          |          |          |          |          |          |  |  |          |          |          |          |          |          |  |  |  |  |  |  |  |  |  |  |  |  |  |  |  |  |  |  |  |  |  |  |  |  |  |  |  |  |  |  |  |  |  |  |  |  |  |  |
|  |  |  |  |  |  |          |          |          |          |          |          |  |  |        |        |        |        |        |        |        |        |  |  | 長尾尚人 | 長尾尚人 | 長尾尚人 | 長尾尚人 | 長尾尚人 | 長尾尚人 |          |          |        |        | 千恵子 | 千恵子 | 千恵子 | 千恵子 | 千恵子 | 千恵子 |  |  | 玲子 | 玲子 | 玲子              | 玲子              | 玲子              | 玲子              |                   |                   | 林哲郎 | 林哲郎 | 林哲郎 | 林哲郎 | 林哲郎 | 林哲郎 |  |  | 林芳正   | 林芳正   | 林芳正   | 林芳正   | 林芳正   | 林芳正   |          |          |          |          | 裕子   | 裕子   | 裕子   | 裕子   | 裕子   | 裕子   |  |  |      |      |          |          |          |          | 広瀬建   | 広瀬建   | 広瀬建   | 広瀬建   | 広瀬建   | 広瀬建   |          |          |  |  |  |  |          |          |          |          |          |          |  |  |          |          |          |          |          |          |  |  |  |  |  |  |  |  |  |  |  |  |  |  |  |  |  |  |  |  |  |  |  |  |  |  |  |  |  |  |  |  |  |  |  |  |  |  |
|  |  |  |  |  |  |          |          |          |          |          |          |  |  |        |        |        |        |        |        |        |        |  |  | 長尾尚人 | 長尾尚人 | 長尾尚人 | 長尾尚人 | 長尾尚人 | 長尾尚人 |          |          |        |        | 千恵子 | 千恵子 | 千恵子 | 千恵子 | 千恵子 | 千恵子 |  |  | 玲子 | 玲子 | 玲子              | 玲子              | 玲子              | 玲子              |                   |                   | 林哲郎 | 林哲郎 | 林哲郎 | 林哲郎 | 林哲郎 | 林哲郎 |  |  | 林芳正   | 林芳正   | 林芳正   | 林芳正   | 林芳正   | 林芳正   |          |          |          |          | 裕子   | 裕子   | 裕子   | 裕子   | 裕子   | 裕子   |  |  |      |      |          |          |          |          | 広瀬建   | 広瀬建   | 広瀬建   | 広瀬建   | 広瀬建   | 広瀬建   |          |          |  |  |  |  |          |          |          |          |          |          |  |  |          |          |          |          |          |          |  |  |  |  |  |  |  |  |  |  |  |  |  |  |  |  |  |  |  |  |  |  |  |  |  |  |  |  |  |  |  |  |  |  |  |  |  |  |

## 所属団体・議員連盟
- 選択的夫婦別氏制度を早期に実現する議連（顧問）
- 独立財政推計機関を考える超党派議員の会[104]
- 国際連合食糧農業機関（FAO）議員連盟（会長）
- 自民党たばこ議員連盟[105][106]
- 神道政治連盟国会議員懇談会[107]
- みんなで靖国神社に参拝する国会議員の会[107]
- 北京オリンピックを支援する議員の会（幹事）
- 朝鮮通信使交流議員の会（幹事）
- 日中友好議員連盟（元会長）
- 茶道裏千家下関支部（支部長）
- 山口県ソフトテニス連盟（会長）
- 伊藤博文公追頌会（会長）
- 亀山八幡宮（総代会長）
- 山口県ボウリング連盟（会長）
- クラスター爆弾禁止推進議員連盟（発起人）
- ボーイスカウト振興国会議員連盟（理事）
- 国際連帯税創設を求める議員連盟
- ギインズ
- 小規模企業税制確立議員連盟
- コンテンツ産業振興議員連盟（会長[108]）
- 山口県バドミントン協会（会長）

## 支援団体
- 全国たばこ販売政治連盟（組織推薦候補者）[105]
- 神道政治連盟[109]

## 著書・論文
共著
- 「国会議員の仕事 - 職業としての政治」（津村啓介との共著、中公新書、2011年）ISBN 978-4-12-102101-4

論文
- CiNii収録論文 国立情報学研究所